# Огий, Пётр Емельянович
Петр Емельянович Огий (16 июля 1917, Боровковка — 16 апреля 1991, Жёлтые Воды) — советский врач, доктор медицинских наук (1966), профессор (1969), первый ректор Тернопольского медицинского университета.

## Биография
Родился в селе Боровковка (Верхнеднепровский уезд Екатеринославская губерния, Российская империя) в крестьянской семье. Во время коллективизации семья потеряла все нажитое, а за то, что отец не пошел работать в колхоз, у семьи забрали корову. Отец не смог пережить издевательств, поэтому пятерых детей воспитывала мать, которая работала в школе уборщицей. Семья тяжело пережила голод тех лет.
После окончания семи классов работал на Днепродзержинском металлургическом комбинате и учился на рабочем факультете.
В 1936 году поступил в Днепропетровский медицинский институт. В 1941 года институт эвакуировали в Ставрополь, где молодые хирурги получили дипломы и были распределены на фронт.
Учился в аспирантуре Киевского медицинского института.
С конца 1941 до 1945 — хирург в военных госпиталях на разных фронтах. После демобилизации получил направление в г. Киверцы Волынской области на должность заведующего районным отделом здравоохранения.
После защиты кандидатской диссертации работал в Министерстве здравоохранения СССР.
От 13 апреля 1957 до 1972 — ректор Тернопольского медицинского института.
В 1972-1973 — директор Института гематологии и переливания крови.
В 1973 году был арестован и провёл 14 лет в тюрьме. Вернулся в 1987 году с подорванным физическим и моральным здоровьем. После смерти жены переехал жить сначала к сестре в город Верховцево, позже — в Жёлтые Воды.
Умер после повторного инсульта 16 апреля 1991 года в г. Жёлтые Воды. Похоронен на местном кладбище вместе с братом Иваном.

### Семья
В Ставрополе он познакомился с будущей женой Лидией Ивановной (в Тернополе работала доцентом кафедры детских болезней, умерла в октябре 1987 года). Воспитали двух дочерей — Эльвиру и Ларису.